# Salvador Martins
Pour les articles homonymes, voir Martins et Salvador (homonymie).
Salvador Félix Martins, plus communément appelé Salvador, est un footballeur portugais né le 1er août 1932 à Costa da Caparica.

## Carrière
- 1951-1952 :  GD CUF (prêté par Benfica)
- 1952-1959 :  Benfica Lisbonne
- 1959-1961 :  GD CUF
- 1961-1962 :  CF Belenenses
- 1961-1962 :  Atlético Portugal

## Palmarès

### En club
Avec le Benfica Lisbonne :
- Champion du Portugal en 1955 et 1957
- Vainqueur de la Coupe du Portugal en 1953
- Finaliste de la Coupe Latine en 1957